# Santos Ángel de Ochandátegui
Santos Ángel de Ochandátegui Ituño (Durango, 1749 - 1803), fue un arquitecto español que estuvo formado en el formalismo tradicional por parte de Francisco Alejo de Aranguren. Trabajaron juntos en numerosos proyectos hasta que Alejo falleció en 1783, continuando Ochandátegui como discípulo y compañero sus más importantes contratos. Realizó la mayoría de sus obras en Navarra.

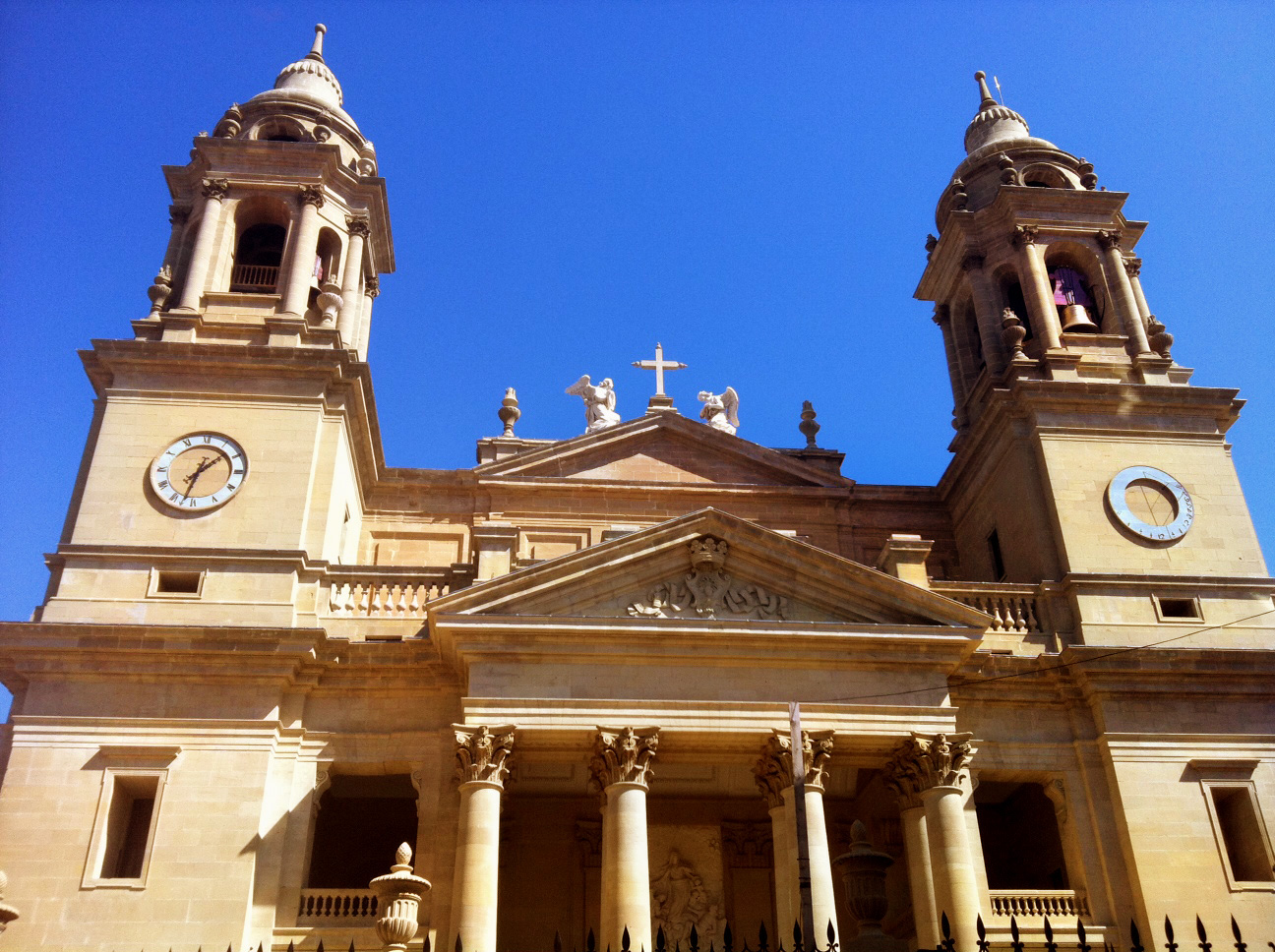
Fachada neoclásica de la catedral de Pamplona, diseñada por Ventura Rodríguez y ejecutada por Ochandátegui.

## Biografía
Nacido en Durango, era hijo de Juan Ochandátegui Goiri, natural de Múgica, y de María Goiri, natural de Mañaria.
El 23 de junio de 1774 se casa con María Zola, natural de Angulo, en la parroquia de Cuzcurrita de Río Tirón. Puesto que en esta parroquia trabajaron varios canteros, entre ellos José de Ituño, maestro de cantería, es muy posible que fuera su tío y se formara con él. Poco después, en 1777, puede avencidarse en Cuzcurrita donde permanece pocos años.
La primera obra de la que se tiene constancia en Navarra, es el remate de la torre de la iglesia de Santiago en Puente la Reina (1778). En ella se advierte su estilo academicista.
Su etapa más importante empieza cuando es nombrado director de Caminos del Reino de Navarra en 1780, lo que significaba ser arquitecto del reino. Bajo su mandato se renovaron los caminos y construyeron otros nuevos, mejorando la comunicación del territorio. En estos años llevó a cabo la traída de aguas de Subiza, según el proyecto de Ventura Rodríguez. Esos mismos años, en 1782, Ventura diseñó la nueva fachada de la catedral pamplonesa, encargando para su ejecución al maestro Ochandátegui.

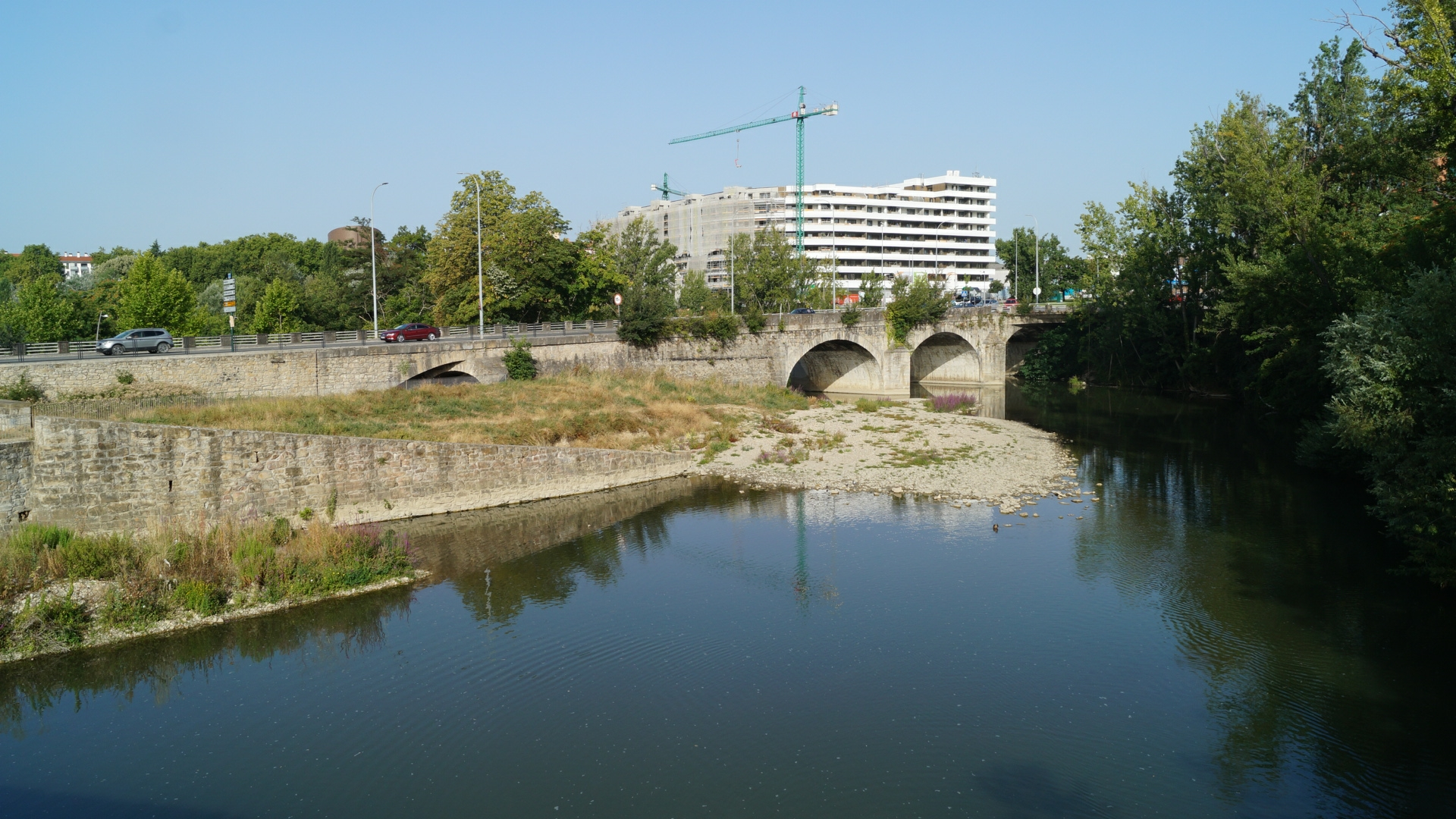
Puente de Cuatro Vientos (1789) oficialmente llamado Puente Nuevo de Santa Engracia.

En 1786 se convirtió en el maestro de mayor prestigio de Pamplona y trabajó también para el Ayuntamiento. Así se realizón en 1789 el llamado oficialmente Puente Nuevo de Santa Engracia que, con el paso de los años, terminó por llamarse Puente de Cuatro Vientos «porque era sitio donde convergían en perpendicular los cuatro vientos que en nuestra tierra llamamos cierzo, bochorno, castellano y solano», según apuntan algunas fuentes, o bien porque existía una posada llamada La Casa de los Cuatro Vientos según apuntan otras.
En 1790 realizó un proyecto para salvar a Sangüesa de las continuas inundaciones que sufría debido a las crecidas del río Aragón, proponiendo abandonar el núcleo primitivo y construir una nueva población - Nueva Sangüesa - más arriba, de traza hipodámica con dos calles principales que se unen en una plaza central de estilo académico. Este proyecto no se llevó a cabo debido a su elevado coste.
En 1802, enfermo, pidió permiso a la Diputación para volver a su tierra.

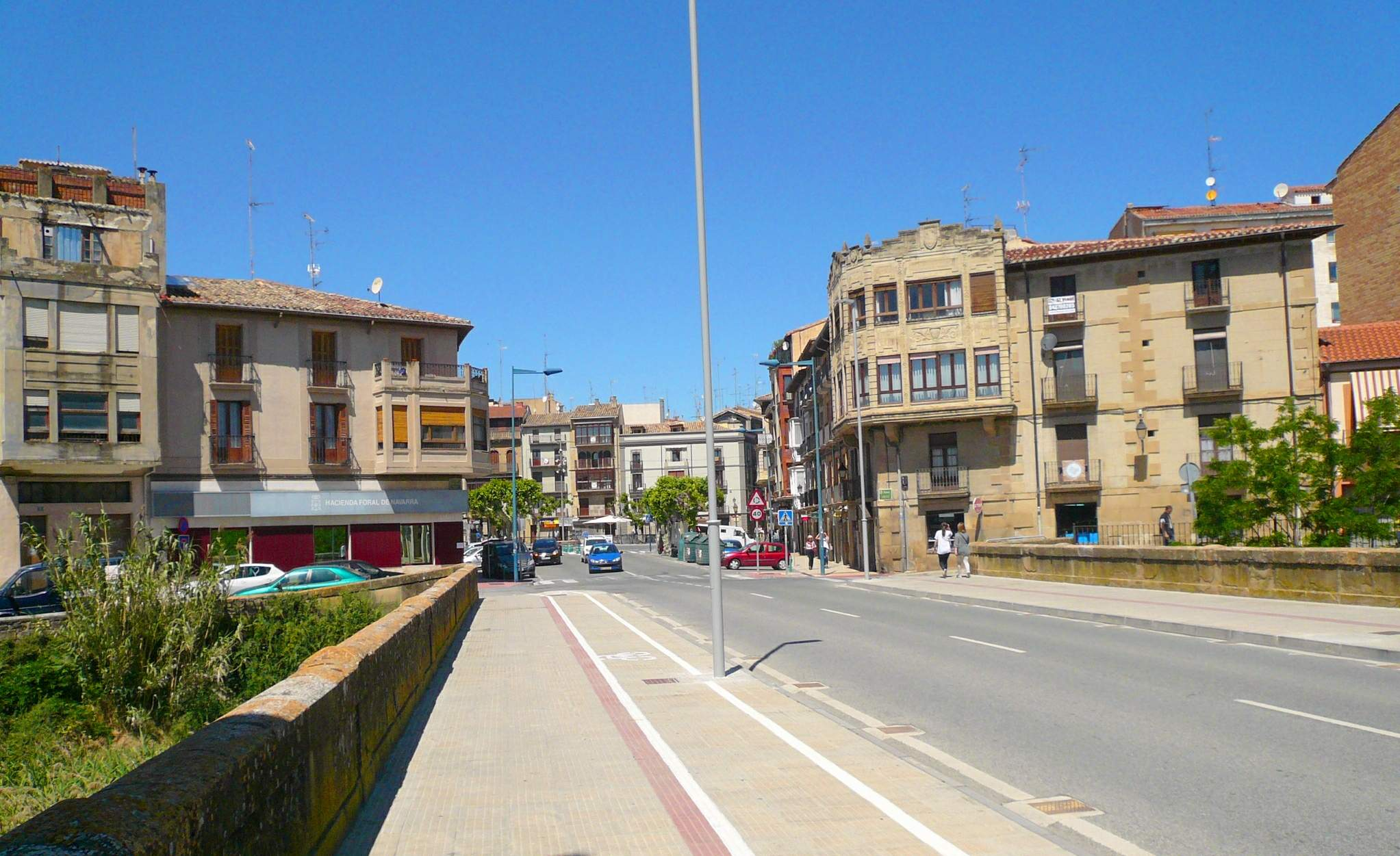
Puente nuevo sobre el río Cidacos en Tafalla (1797).

## Obras y proyectos
De entre las obras realizadas y proyectos dirigidos por este arquitecto, destacar:
- Torre de la iglesia de Santiago de Puente la Reina (1776).
- Convento del Crucifijo de Puente la Reina (1778).
- Proyecto para la torre de la iglesia parroquial en Alesanco (1780).
- Iglesia parroquial de San Pedro Apóstol en Mañeru (1780).
- Torre de la iglesia parroquial de San Juan Bautista de Mendavia (1781).
- Dirección de la obra de la fachada de la Catedral de Santa María de la Asunción de Pamplona (1782-1799).
- Dirección de las obras de traída de Aguas a Pamplona (1783-1801)
- Proyecto para un Estudio de Medicina y Cirugía en Pamplona (1783).
- Casa prioral de la Catedral en Pamplona (1786).
- Puente sobre el río Aragón en Caparroso (1787).
- Puente sobre el río Arga en Belascoáin (1787).
- Diseño para el retablo mayor de la iglesia parroquial, Echalar (1787-1788).
- Proyecto para la nueva ciudad en Sangüesa (1788).
- Proyecto para un canal navegable desde el mar Mediterráneo al Cantábrico (1788).
- Puente Nuevo de Santa Engracia o Puente de Cuatro Vientos, Pamplona (1789).
- Reforma de la capilla de San Fermín en Pamplona (1797).
- Puente nuevo de Tafalla sobre el río Cidacos (1797).
- Proyecto para las Escuelas de San Agustín en Pamplona (1801)
- Casa de Toriles en Pamplona (1801).

También elaboró, en el aspecto normativo:
- Las Nuevas Ordenanzas para edificios construidos en Pamplona (1786).
- Diseño y condiciones para la recomposición de calles y plazas de Puente la Reina (1800).